# ハンス・フォン・シュパイエル
ハンス・フォン・シュパイエル（ドイツ語: Hans von Speyer）は、ドイツの剣術師範。1491年に、高地ドイツ語方言で書かれた剣術写本M. I 29（ザルツブルグ大学附属図書館に所蔵）を作成させた。この他には、貴族階級であろうこと、および1500年から1510年の間にチューリッヒに滞在したハンス・フライターク・フォン・シュパイエルと同一人物であろうということ以外の殆どの情報が後世に残されていない。
M. I 29には、ドイツ剣術の開祖とされる伝説的な剣術師範ヨハン・リーヒテナウエルや、聖職者であり片手剣術の考案者でもあったハンス・レックヒナー、その他の師範の剣術に加え、ユダヤ人オットーらの格闘術も所収されている。